# Bernard Bolzano
Pour les articles homonymes, voir Bolzano (homonymie).
 (avril 2023).
Si vous disposez d'ouvrages ou d'articles de référence ou si vous connaissez des sites web de qualité traitant du thème abordé ici, merci de compléter l'article en donnant les références utiles à sa vérifiabilité et en les liant à la section « Notes et références ».
Bernard Bolzano (5 octobre 1781 – 18 décembre 1848), de son nom complet Bernhard Placidus Johann Gonzal Nepomuk Bolzano, est un mathématicien, logicien, philosophe et théologien né et mort à Prague.
Fils  d’une germanophone et d’un émigré d’Italie en Bohême, alors dans l’empire d’Autriche, Bolzano a rédigé toutes ses œuvres en allemand.
L'influence de ses ouvrages philosophiques est importante, tout comme ses découvertes en mathématiques. Il a donné son nom  à deux théorèmes.

## Biographie
Les parents de Bolzano étaient de pieux catholiques. Son père, Bernard Pompeius Bolzano, est né dans le nord de l'Italie et s'est installé à Prague où il a épousé Maria Cecilia Maurer, la fille d'un marchand praguois de langue allemande. Seuls deux de leurs douze enfants survécurent jusqu'à l'âge adulte.
Bernard Bolzano entre à l'université de Prague en 1796 et étudie les mathématiques, la philosophie et la physique. En 1800, il décide de devenir prêtre, contre l'avis de son père. Il le devient en 1804. Il enseigne alors les sciences de la religion à Prague et consacre le reste de son temps aux mathématiques. Ses travaux portèrent essentiellement sur les fonctions, la logique et la théorie des nombres. Il est considéré comme l'un des principaux contributeurs à la logique telle qu'elle est aujourd'hui établie. Au cours de ses études, il écrivait : "Ma prédilection particulière pour les Mathématiques repose d'une manière particulière sur ses aspects spéculatifs, en d'autres termes, j'apprécie beaucoup la part des Mathématiques qui est en même temps la Philosophie." À l'automne 1800, il entreprit des études de théologie. Il s'y consacre pendant les trois années suivantes, au cours desquelles il prépare également sa thèse de doctorat en Géométrie. Il obtient son doctorat en 1804, après avoir rédigé une thèse dans laquelle il exprime son opinion sur les mathématiques et sur les caractéristiques d'une démonstration mathématique correcte. Dans le prologue, il écrit : « Je ne pourrais me contenter d'une preuve rigoureusement rigoureuse, si elle ne découlait des concepts contenus dans la thèse à prouver ».
Alors professeur, Bolzano encourage les valeurs de liberté et d'égalité et prône le pacifisme. Mais le contexte de l'époque (Prague fait alors partie de l'empire autrichien, où le prince Klemens Wenzel von Metternich a une grande influence) n'est pas favorable à ces idées progressistes. En décembre 1819 il est donc démis de ses fonctions, comme beaucoup d'autres professeurs des universités de l'empire. Ses publications sont interdites sur tout le territoire autrichien. Il se réfugie alors auprès de ses amis Johann et Anna Hoffman. Sa santé fragile (tuberculose) et ses occupations l'empêchaient de passer tout le temps voulu à ses travaux. Il peut maintenant s'y consacrer entièrement et écrit en 1837 son ouvrage le plus important : Wissenschaftslehre (« Théorie de la science »). Il meurt le 18 décembre 1848 des suites de sa maladie.
En mathématiques, il est connu pour le théorème des valeurs intermédiaires, ainsi que pour le théorème de Bolzano-Weierstrass, démontré plus rigoureusement par Karl Weierstrass.
Dans sa philosophie, Bolzano critique l'idéalisme de Hegel et de Kant en affirmant que les nombres, les idées, et les vérités existent indépendamment des personnes qui les pensent. Ainsi l'acte mental se distingue de la signification de l'acte.
Bolzano est souvent considéré comme un des fondateurs de la logique moderne. Dans sa Théorie de la science de 1837, il essaie de fournir des fondements logiques à toutes les sciences, construites à partir d'abstractions, d'objets abstraits, d'attributs, de constructions, de démonstrations, de liens… La plupart de ces tentatives retracent ses travaux précédents concernant la relation objective entre les conséquences logiques (les choses telles qu'elles se produisent) et notre perception purement subjective de ces conséquences (notre façon d'aborder les évènements). Il se rapproche ici de la philosophie des mathématiques, comme dans ses Beiträge de 1810. Pour Bolzano, nous n'avons aucune certitude quant aux vérités, ou supposées comme telles, de la nature ou des mathématiques, et c'est justement le rôle des sciences, pures comme appliquées, que de trouver une justification des vérités (ou des lois) fondamentales, qui se trouvent le plus souvent en contradiction avec nos intuitions.

## Théorie de la science
Dans son ouvrage Wissenschaftlehre de 1837, Bolzano tenta d'apporter des fondations logiques pour toutes les sciences, construisant sur des abstractions tels les objets abstraits, les attributs, les idées et propositions en elles-mêmes, les substances, les idées subjectives, les jugements etc. Ce travail était une extension de ses pensées plus anciennes sur la philosophie des mathématiques, par exemple dans ses Beiträge de 1810 dans lesquels il met l'accent sur la distinction entre, d'une part, la relation objective entre les conséquences logiques et, d'autre part, notre reconnaissance subjective de ces connexions. Pour Bolzano, ce n'était pas assez que nous ayons simplement confirmation des vérités naturelles ou mathématiques, mais plutôt, c'était le rôle propre des sciences (pures et appliquées) de rechercher la justification en termes de vérités fondamentales qui puissent ou non nous paraitre évidentes.

### Métaphysique
Dans Wissenschaftslehre, Bolzano se préoccupe principalement de trois champs de connaissance :
1. Le domaine du langage qui consiste en des mots et des phrases.
2. Le domaine de la pensée qui consiste dans des idées subjectives et des jugements.
3. Le domaine de la logique qui consiste dans des idées objectives (ou idées en-soi) et des propositions en soi.

Bolzano consacre une grande partie de Wissenschaftslehre à l'explication de ces trois domaines et de leurs relations.
Deux distinctions jouent un rôle prééminent dans son système. Premièrement, la distinction entre parties et touts. Par exemple, les mots sont des parties de phrases, les idées subjectives sont des parties de jugements et les idées objectives sont des parties de propositions en-soi. Deuxièmement, tous les objets se divisent en ceux qui existent, ce qui veut dire qu'ils sont connectés causalement et localisés dans l'espace et/ou le temps, et ceux qui n'existent pas.
La revendication originale de Bolzano est que le royaume de la logique est peuplé par les objets de la dernière sorte.

### Idées et objets
Bolzano utilise le mot « objet » pour dénoter quelque chose qui est représenté par une idée. Une idée qui a un objet représente cet objet. Mais une idée qui n'a pas d'objet ne représente rien.
L'idée d'un « cercle carré », par exemple, n'a pas d'objet parce que l'objet que l'on veut se représenter est contradictoire. Bolzano prend aussi pour exemple l'idée de « rien » qui n'a, par définition pas d'objet. Cependant, la proposition « l'idée d'un cercle carré est complexe » a pour sujet-idée l'idée d'un cercle carré. Ce sujet-idée a un objet, le cercle carré. Mais l'idée cercle carré n'a pas d'objet.
Outre les idées sans objet, il y a des idées qui n'ont qu'un seul objet. Par exemple, l'idée du premier Homme sur la Lune ne représente qu'un seul objet. Bolzano appelle ces idées « idées singulières ». Manifestement, il y a aussi des idées qui ont plusieurs objets, par exemple « les citoyens d'Amsterdam » et aussi une infinité d'objets, par exemple l'idée de nombre premier. (Voir De la méthode mathématique §4)

### Logique
Les réflexions de Bolzano ont porté sur ce qui est actuellement appelé calcul des prédicats et qui fut développé ultérieurement, en partie à la suite de son apport. Les termes qu'il utilisait ne coïncident pas forcément avec l'usage qui en est fait postérieurement.
D'après Bolzano, toutes les propositions sont composées de trois éléments (simples ou complexes) : un sujet, un prédicat et une copule.
Au lieu du traditionnel terme copulatif « est », Bolzano préfère « a ». La raison en est que « a », contrairement à « est » peut connecter un terme concret, comme « Socrate », à un terme abstrait comme « chauve ». « Socrate a une calvitie » est, d'après Bolzano préférable à « Socrate est chauve ». « Chauve » est en-soi composé des éléments « quelque chose », « qui », « a » et « calvitie ». Bolzano réduit aussi les propositions existentielles à cette forme : « Socrate existe » devient alors simplement « Socrate a l'existence ».
Dans la théorie logique de Bolzano, la notion de variation a un rôle important : plusieurs relations logiques sont définies en termes de changement de valeur de vérité, que les propositions encourent quand leurs parties non-logiques sont remplacées par d'autres.
Les propositions logiquement analytiques, par exemple, sont celles dans lesquelles toutes les parties non-logiques peuvent être remplacées sans changement de valeur de vérité. Deux propositions sont compatibles (verträglich) en accord avec l'une de leurs parties composantes x s'il y a au moins un terme qui puisse être inséré qui puisse rendre les deux vraies. Une proposition Q est déductible (ableitbar) d'une proposition P, en accord avec certaines de leurs parties non-logiques, si n'importe quel remplacement de ces parties qui rendent P vraie rendent aussi Q vraie. Si une proposition est déductible d'une autre en accord avec toutes ses parties non-logiques, on l'appelle « logiquement déductible ». À côté de la relation de déductibilité, Bolzano considère qu'il existe aussi une plus stricte relation de « conséquentalité » (Abfolge). C'est une relation asymétrique qui s'obtient entre vraies propositions quand une des propositions est non seulement déductible de l'autre, mais aussi expliquée par elle.

### Vérité
Bolzano distingue cinq sens des mots « vrai » et  « vérité » dans l'usage commun. Il les classe du plus au moins approprié :
1. Sens abstrait objectif : « vérité » au sens d'un attribut qui peut s'appliquer à une proposition, principalement à une proposition en-soi, nommément, l'attribut sur la base de quoi la proposition exprime quelque chose qui est en réalité tel qu'exprimé.
2. Sens concret objectif : (une) « vérité » au sens d'une proposition qui a l'attribut vérité dans le sens abstrait objectif. Antonyme : (une) fausseté
3. Sens subjectif : (une) « vérité » au sens d'un jugement correct. Antonyme : (une) erreur.
4. Sens collectif : « vérité » au sens d'un corps de propositions ou jugements multiples vrais (par exemple la vérité biblique).
5. Sens impropre : « vérité » signifie dans ce sens qu'un certain objet est en réalité ce qu'une certaine dénomination énonce qu'il est (par exemple le vrai Dieu). Antonymes : faux, irréel, illusoire.

La première préoccupation de Bolzano porte sur le sens concret objectif : les vérités concrètes objectives ou les vérités en soi. Toutes les vérités en soi sont des sortes de propositions en soi. Elles n'existent pas, c'est-à-dire qu'elles ne sont pas localisées spatio-temporellement comme le sont les propositions pensées et prononcées. Pourtant, certaines propositions ont l'attribut d'être une vérité en soi. Être une proposition pensée n'est pas une partie du concept d'une vérité en soi, nonobstant le fait que, avec l'omniscience de Dieu, toutes les vérités en soi sont aussi des vérités de pensée. Les concepts de « vérité en soi » et de « vérité de pensée » sont interchangeables dans le sens où ils s'appliquent aux mêmes objets, mais ils ne sont pas identiques.
Bolzano propose comme définition correcte de la vérité objective abstraite la suivante : une proposition est vraie si elle exprime quelque chose qui s'applique à cet objet. La définition correcte d'une vérité concrète objective doit alors être : une vérité est une proposition qui exprime quelque chose qui s'applique à son objet. Cette définition s'applique aux vérités en soi plutôt qu'aux vérités pensées ou connues, puisque aucun des concepts qui figurent dans cette définition n'est subordonné au concept de quelque chose de mental ou connu.

## Postérité
L'influence de sa pensée philosophique aurait pu rester faible, mais son travail fut finalement redécouvert par Edmund Husserl et Kazimierz Twardowski, tous deux étudiants de Franz Brentano. À travers eux, Bolzano eut une influence significative sur la phénoménologie et sur la philosophie analytique. Son œuvre posthume Les paradoxes de l'infini a été admirée par un grand nombre d'éminents logiciens qui vinrent après lui, comme Charles Sanders Peirce, Georg Cantor et Richard Dedekind. Une grande partie du travail mathématique de Bolzano est restée inconnue jusqu'à ce qu'Otto Stolz redécouvre ses articles perdus et les republie en 1881.

### Œuvres traduites
- 1810. Contributions à une présentation plus solide des mathématiques (dans Premiers Écrits. Philosophie, Logique, Mathématique).
- 1813-1814. De la mathématique universelle ou arithmétique, trad. Jan Sebestik, Archives de philosophie, vol. 50 (1987), p. 403-411.
- 1817. Preuve purement analytique du théorème qui dit qu'entre deux valeurs qui donnent des résultats de signe opposé, il y a au moins une solution réelle de l'équation (dans Premiers Écrits. Philosophie, Logique, Mathématique).
- 1837. Théorie de la science, trad. des deux premiers livres: Théorie fondamentale et Théorie élémentaire par Jacques English, Gallimard, 2011, 478 p.
- 1849 (posthume). Qu'est-ce que la philosophie?, trad. Denis Macabrey, Presses de l'Université Laval, 1975, 146 p.
- 1851 (posthume). Les paradoxes de l'Infini, trad. Hourya Sinaceur, Seuil, 1993, 191 p.
- Bernard Bolzano, Œuvres choisies, Jan Sebestik et Carole Maigné, Paris, Vrin :
  - Volume 1 : De la méthode mathématique, Correspondance avec F. Exner, 2008, 256 p.  (ISBN 978-2-7116-1908-5)
  - Volume 2 : Premiers Écrits. Philosophie, Logique, Mathématique, 2010, 288 p.  (ISBN 978-2-7116-2268-9)
  - Volume 3 : Écrits esthétiques, 2017, 217 p.  (ISBN 978-2-7116-2726-4)
  - Volume 4 (à paraître) : Écrits politiques
  - Volume 5 (à paraître) : Textes sur la religion